# Georgizm

Logo kampanii georgistów z lat 90. XIX wieku, na którym kot nawiązuje do sloganu ,,Czy widzisz tego kota?" używanego przez zwolenników ideologii Henry'ego George'a.

Georgizm - ideologia ekonomiczna zakładająca, że ludzie powinni mieć prawo do posiadania dóbr, które sami wytwarzają, podatek pochodzący z ziemi - zawierający wszystkie zasoby naturalne, tereny wspólne i obszary miejskie - według georgizmu powinien należeć na równi do każdego.
Wytworzył się z pism amerykańskiego ekonomisty Henrego George'a. Paradygmat georgizmu opiera się na szukaniu rozwiązań społecznych i ekologicznych problemów, opierając się na zasadach praw własności ziemi i funduszy socjalnych próbując połączyć wydajność ekonomiczną ze sprawiedliwym podziałem dóbr wspólnych.